# LyondellBasell
LyondellBasell Industries N.V. is een Amerikaanse chemische multinational met hoofdkantoor in Houston, Texas, en kantoren in Londen, Verenigd Koninkrijk en Rotterdam, Nederland. Het bedrijf is de grootste licentiegever van polyethyleen- en polypropyleentechnologieën. Het produceert ook ethyleen, propyleen, polyolefinen en oxybrandstoffen.
LyondellBasell werd in december 2007 gevormd door de overname van Lyondell Chemical Company door Basell Polyolefins.

## Geschiedenis

### Vroege geschiedenis
Sinds de oprichting in 1985 vanuit faciliteiten die eigendom waren van de Atlantic Richfield Company (ARCO), groeide het bedrijf via aandelenruil met Occidental Chemicals en Millennium Chemicals in 1997, die Equistar Chemicals vormden, waarvan elke entiteit partner was. Lyondell kocht de uitstaande aandelen van elk van de partners om de volledige controle te krijgen over Equistar, dat een volledige dochteronderneming van Lyondell is. Lyondell kocht ARCO Chemical in 1998 voor $5,6 miljard, inclusief het volledige eigendomsbelang van ARCO van 82,2%. In 2004 kocht Lyondell Millennium Chemicals via een aandelenswap voor $2,3 miljard.[9] In augustus 2006 verwierf Lyondell het belang van Citgo in de Lyondell-Citgo raffinaderij voor $2,1 miljard en doopte de faciliteit om tot Houston Refining.
Chemieproducent Basell Polyolefins kocht Lyondell in december 2007 en creëerde zo het nieuwe bedrijf LyondellBasell Industries. Het was eigendom van Access Industries. LyondellBasell is de op twee na grootste onafhankelijke chemieproducent ter wereld en heeft zijn hoofdkantoor in Houston en Rotterdam.

### Expansie
De activiteiten van LyondellBasell in de Verenigde Staten vroegen in januari 2009 Chapter 11 faillissement aan en kwamen in april 2010 uit het faillissement. Het voormalige moederbedrijf, LyondellBasell Industries AF S.C.A. werd vervangen door LyondellBasell Industries N.V.. Het werd op 14 oktober 2010 genoteerd aan de New York Stock Exchange.
In september 2016 kondigde LyondellBasell aan dat het een polyethyleenfabriek van 700 miljoen dollar zou bouwen in het productiecomplex La Porte aan het Houston Ship Channel, waar jaarlijks 1,1 miljard pond polyethyleen zou worden geproduceerd. Het bedrijf is in mei 2017 begonnen met de bouw van een fabriek in La Porte.
In januari 2017 voltooide het bedrijf een uitbreiding van zijn ethyleenfabriek in Corpus Christi. De capaciteit van de fabriek werd met 50 procent verhoogd tot een jaarlijkse productie van 2,5 miljard pond.
In 2017 ging LyondellBasell een partnerschap aan met Suez, een Frans water- en afvalbeheerbedrijf, in de eerste joint venture tussen een groot kunststoffen- en chemiebedrijf en een bedrijf dat grondstoffen beheert.
LyondellBasell en Odebrecht zijn in juni 2018 exclusieve gesprekken aangegaan om LYB de controle over Braskem te laten verwerven, maar hebben de overname niet afgerond.
In juli 2018 kondigde LyondellBasell een samenwerking aan met het Karlsruhe Instituut voor Technologie (KIT) in Duitsland om chemische recycling van plastic materialen te bevorderen.
In augustus 2018 rondde LyondellBasell de overname van A. Schulman Inc. af in een deal van $2,25 miljard.
LyondellBasell kondigde in september ook aan dat het samen met zijn joint partner Covestro het startsein heeft gegeven voor een groot investeringsproject in Maasvlakte-Rotterdam, Nederland. Het Circular Steam Project integreert een innovatieve technologie in de bestaande productiefabriek om afval op basis van water om te zetten in energie en levert een belangrijke bijdrage aan de CO2-reductiedoelstellingen van de Nederlandse overheid.
In december 2023 verkocht LyondellBasell zijn activiteiten op het gebied van ethyleenoxide en derivaten aan INEOS voor $700 miljoen.

## Filantropie
LyondellBasell organiseert jaarlijks een Global Care Day. Medewerkers van het bedrijf werken als vrijwilliger mee aan serviceprojecten voor de gemeenschap.
- International Standard Name Identifier: 0000 0004 0412 4780